# Willy Mendo
Willy Mendo est un artiste, auteur, compositeur, interprète et militant politique camerounais, il est auteur d'une chanson à succès en hommage à l'équipe nationale de football du Cameroun, les Lions indomptables.

## Biographie

### Enfance, éducation et débuts
Willy Mendo est originaire du Sud Cameroun, près de Kribi.

### Carrière
Willy Mendo devient célèbre pour son titre « Lion indomptable » des années 80.  Installé en France après un début de carrière au Cameroun, il a participé à des événements officiels, notamment à l’Ambassade du Cameroun à Paris.
Selon David Eboutou, dans une tribune où il se plaint du traitement réservé à Willy Mendo, ce  dernier a des démêlés avec la justice camerounaise. Il retourne au Cameroun et se retrouve en détention provisoire dans les cellules du Tribunal de Grande Instance de Mfoundi, à Yaoundé en 2018. Il y fait alors l’objet d’un mandat de détention provisoire pour « détournement de biens publics » liés à la CAMPOST.
Malade, il fait appel à l'état du Cameroun. Il s'exprime sur réseaux sociaux sur les Bamilékés.